# André Marissel
Pour l’article homonyme, voir Marissel.
André Marissel, né le 5 mars 1928 à Laon et le 5 décembre 2006 à Sevran, est un poète, critique littéraire et essayiste français.

## Biographie
André Marissel a collaboré à un grand nombre de revues comme La Revue socialiste, Les Nouvelles littéraires, Esprit, Les Lettres nouvelles, La Nouvelle Revue française, Les Cahiers du Sud, La Table Ronde, Marginales, Le Journal des Poètes, Iô, Réforme et Les Hommes sans épaules. En 1980, il crée et dirige la revue Les Cahiers de l'archipel jusqu'en 2005. Il a également été conférencier spécialiste de la poésie française contemporaine.
André Marissel a été membre du jury du prix de poésie François-Villon.

## Œuvres

### Poésies
- Le Feu aux poudres, La Tour de Feu, 1951
- Savoir où vivre, Paragraphes, 1953
- L’Homme et l’abîme, éd. Millas-Martin, 1957
- Les Moissons de l’orage, éd. Millas-Martin, 1960
- L’Arbre de l’Avenir, Subervie, 1961
- L’Envoutement perpétuel, éd. Chambelland, 1962
- Nouvelle parabole, éd. Millas-Martin, coll. Paragraphes, 1963
- Cicatrices, éd. Universitaires, 1966
- Choix de poèmes 1957-1968, éd. Millas-Martin, 1969
- Chants pour Varsovie, Impréfor, 1971
- Sauvé des eaux, éd. Millas-Martin, 1971
- Chants pour Varsovie et autres poèmes, Impréfor, 1972
- Nouvelle prophétie, éd. Saint-Germain-des-Prés, 1974
- Calendrier solaire, Phréatique, 1974
- L’Aveu, la nervure, Arcam, 1977
- L’Été, L’Âge d’Or, Cahiers de l’Archipel, 1985
- Legs à titre particulier, Cahiers de l’Archipel, 1988
- Diogène foudroyé, Cahiers de l’Archipel, 1991
- Hérésies pour mémoire, Cahiers de l’Archipel, 1994
- Carnets d’un vigilant, Cahiers de l’Archipel, 1997
- Pacte d’innocence, Cahiers de l’Archipel, 2000

### Essais
- Un enfant triste : Jean L'Anselme, Simoun, 1955
- Montherlant, Éditions universitaires, 1966
- Poètes vivants, Éd. Millas-Martin, coll. Iô, 1969
- Samuel Beckett, Éditions universitaires, 1973
- Jean Rousselot, Pierre Seghers, 1973
- Pierre Emmanuel, Éditions de la Fraternité, 1974
- André Malraux, Éditions de la Fraternité, 1975
- La Pensée créatrice d'André Malraux, Privat, 1979